# Aprenentatge servei
L'aprenentatge servei o Service-Learning, comunament abreujat amb les sigles APS, és un enfocament educatiu que integra l'aprenentatge experiencial i el desenvolupament de la responsabilitat cívica dels estudiants, a través de la participació de la comunitat amb un servei que satisfà les necessitats d'aquesta, per tant, involucra als estudiants en el seu aprenentatge i els capacita com a persones actives. És per això que pren importància la interacció de les nostres experiències en les quals l’aprenentatge agafa sentit, oferint un auto-descobriment, valors, habilitats i coneixements (Bentley & Ellison, 2005).
Aquesta és una estratègia d'ensenyament i aprenentatge que integra un servei comunitari significatiu amb instrucció i reflexió per enriquir l'experiència d'aprenentatge, ensenyar la responsabilitat ciutadana i enfortir les comunitats. (Seifer i Connors, 2007). És una pedagogia educativa que brinda als estudiants l'oportunitat d'aplicar l'aprenentatge a l'aula a situacions del món real, alhora que satisfan una necessitat específica de la comunitat (Murray, 2013).
L'aprenentatge servei energitza i redissenya l'entorn de l'aprenentatge amb experiències intencionades i activitats organitzades sobre les necessitats del context (Vogt, Chavez, Y Schaffner, 2011), a mesura que els continguts donats a l'aula es traslladen al món real. Mitjançant l'aprenentatge servei, els estudiants tenen la possibilitat de fer pràctiques del que aprenen mentre milloren les habilitats socials, de lideratge i d'associació.
Aquesta metodologia pedagògica se sustenta en dos grans pilars: l'educació en valors, a partir de situacions problemàtiques i afrontar reptes des de l'experiència directa mitjançant les eines que brinda la intel·ligència moral; i l'educació per la ciutadania, en basar-se en la participació activa, responsable, cooperativa, i solidària per contribuir a la millora de la qualitat de la vida de la societat. És un projecte educatiu amb potencialitat social; un mètode per l'educació formal i no formal, de caràcter flexiu.

## Necessitats socials
Les necessitats socials estan relacionades amb el que es considera útil i positiu pel desenvolupament personal i la integració social de l'individu o grup per tal d’aconseguir una certa qualitat de vida. Quan no sentim aquesta autorealització o no ens donen els medis per aconseguir aquestes aspiracions estem davant d’una necessitat. Aquestes poden ser conseqüències d’un model econòmic i social injust. La insatisfacció d’aquestes necessitats poden provocar l'exclusió social, procés pel qual els individus o grups queden exclosos de la participació social en la qual viuen.

### Classificació de les necessitats social
La classificació de les necessitats socials està realitzada mitjançant diferents autors cada un dels quals mostra una perspectiva diferent.
Segons la teoria de Bronisław Malinowski les necessitats s'estructuren en tres nivells, el primer nivell fa referència a les necessitat bàsiques i els impulsos de supervivència i es resolen amb instruments com la reproducció, la seguretat, l'exercitació o la higiene.
En el segon nivell es troben les necessitats que tenen un caràcter cultural com la integració, l‘economia o l'organització comunitària, que es resolen amb instruments de la vida socials com la cooperació, la distribució de lleis educació...
Finalment en el tercer nivell es troben les necessitats que faciliten la integració que es resolen amb el coneixement, la màgia i la religió.
Segons Abraham Maslow defineix una escala de jerarquització de les necessitats en què per sentir les necessitats superiors has de tenir satisfetes les necessitats inferiors.
Jonathan Bradshaw va realitzar un treball en el qual va establir una tipologia cada una d’aquestes necessitats: 
- Les necessitats normatives
- Les necessitats expressades
- Les necessitats experimentades o percebudes
- Les necessitats comparatives

## Desenvolupament
Per a dur a terme l'aprenentatge servei hi ha quatre grans moments que a la vegada es divideixen en tasques:
- Fase 1: aprenentatge. És el moment formatiu en el qual l'alumne adquireix prèviament coneixements teòrics de caràcter formal o no formal que permetrà dur a terme el servei.
- Fase 2: planificació. El grup d'aprenentatge dissenya l'activitat i connecta amb els actors necessaris per al seu desenvolupament.
- Fase 3: activitat. Es porta a terme el servei que s'ha plantejat anteriorment. En funció de la temàtica s'ha de tenir en compte la logística, la infraestructura, els actors participants, els materials necessaris, etc.
- Fase 4: avaluació. És el moment d'analitzar els resultats del servei i reflexionar per tal de millorar.

Per tant, perquè una pràctica educativa sigui APS és necessari que es reuneixi els cinc requisits bàsics: reflexió, internacionalitat, participació, aprenentatge i servei.

## Característiques de l’aprenentatge servei
Com que l’aprenentatge servei admet diversos significats divergents, per tant cal destacar les característiques de la seva metodologia, les quals són com un valor educatiu i social particular:
- Realització d’un treball
- Consciència i lliure decisió
- Gratuïtat
- Reconeixement
- Significació

## Justificacions del servei
La bondat de realitzar un servei desinteressat a favor de la comunitat és inqüestionable. Els arguments justificatius es poden agrupar en quatre perspectives.

### La perspectiva antropològica: el servei com altruisme
Ajudar és un mecanisme bàsic en l'evolució humana, és la base de la humanització. No obstant això no era evident a la teoria de selecció natural de Darwin al segle xix, el qual crea una polèmica sobre l'abast real de l'altruisme, un comportament que apareixia com "contra natura" en el discurs darwinià de l'origen de les especies.
Hi ha dos autors que defensen l'individualisme o l'altruisme com el comportament que més precedeix l'evolució dels éssers humans. Huxley porta la idea de Darwin a la lògica i argumenta que l'altruisme era poc freqüent i que quan apareixia sempre estava vinculat amb parentiu consanguini. En canvi Kropotkin considera tot el contrari, segons ell es podria rastrejar l'altruisme en tot el món i res havia de veure amb les relacions de parentiu (Dugatkin, 2007).
En qualsevol cas, tant si considerem l'altruisme un element consubstancial a la naturalesa humana com si creiem que no ho és, és clar que jutjarem convenients i desitjables els comportaments que ho manifesten. I sens dubte, realitzar un servei útil a la comunitat es troba dins d'aquesta categoria de comportaments.

### La perspectiva política: el servei com a participació
La participació del ciutadà ha anat circumscrivint a l’assumpció dels deures que li correspon, es tracta d’una participació passiva aportada més que res per una “contraprestació” als serveis que s'espera obtindré de l'Estat. Per tant, cal reconstruir el concepte de ciutadania integrant en ell la participació activa en la societat i desvinculant-ho del sentiment reflexiu i afable.
Per tant, realitzar un servei a la comunitat és una manera senzilla i concreta d’augmentar el capital social i millorar la qualitat democràtica de la societat.

### La perspectiva ètica: el servei com a relació interpersonal
Aquesta es vincula a l'ètica de la cura, que entén el món com una xarxa de relacions de responsabilitat, de trobades interpersonals, en la que tots devem procurar el major per a tots.
El servei a la comunitat és una manera de cultivar la generositat i la convicció que l'altre també és important i, per tant, m'interesso per ell/ella, els seus problemes també són els meus problemes i el fet que pugui superar-los és també una ajuda per a mi mateix.

### La perspectiva educativa: el servei com a pràctica d'aprenentatge
No és possible educar en valors sense practicar-los. La realització d’un servei a la comunitat ofereix una gran oportunitat de concretar la formació de valors, redescobrint l'efecte educatiu de fer alguna cosa per algú o per a tots. Una forma de superar l'egocentrisme i créixer com a persona. Des d’un punt de vista molt diferent, el servei a la comunitat apareix també com una estratègia didàctica adequada per l'actual preocupació pel desenvolupament de competències. Es necessita espais d’aplicació, és a dir de pràctiques per tal de desenvolupar les competències i ser avaluades.

## Elements pedagògics
L'aprenentatge servei s'allunya de la pedagogia més tradicional i academicista, que mitjançant el verbalisme, la mecanització del saber, la passivitat i la repetició defineixen la seva didàctica i autoritarisme, la jerarquia i la uniformitat posen a l'estudiant en un segon pla, situant al docent com en el centre de l'educació. En canvi, l'APS, es basa en una relació circular entre dos components que formen les activitats d'aquest; l'aprenentatge curricular i el servei a la comunitat, que obliguen a considerar l'adquisició de coneixements científics i culturals com una activitat a la vida.
L'aprenentatge servei connecta de manera natural amb pedagogies atentes a la cooperació, l'aprenentatge significatiu, la participació, la reflexió crítica i la investigació realitzada en grup. Aquestes pedagogies fan que els estudiants siguin el centre del seu procés d'aprenentatge i que tracten d'aplicar el principi d'activitat no tan sols els aprenentatges intel·lectual, sinó també l'aprenentatge de la convivència i la ciutadania.
Els principals elements pedagògics que caracteritzen l'aprenentatge servei són:
- Aprendre a partir de l'experiència: l'activitat i la pràctica són el motor de l'aprenentatge.
- Activitat amb projecció social: les accions es porten a terme en una situació de treball en grup i s'orienten a la cerca del bé comú.
- Participació cívica: promoure experiències de participació en les quals els/les joves puguin involucrar-se en la vida pública de la comunitat.
- Treball cooperatiu: la situació col·lectiva en la qual es desenvolupa, i la relació entre iguals del grup, ofereix als joves una possibilitat de creixement personal difícil d'aconseguir en altres dinàmiques. Permet avançar en la transició del coneixement moral heterònoma a l'autonomia moral (Piaget, 1999).[17]
- Pedagogia de la reflexió: prendre consciència dels valors que estan presents en les accions que realitzen i en els aprenentatges que s'adquireixen, per tant, en una experiència educativa, si no hi ha reflexió no contribueix en la seva formació.

## Importància de la participació dels nens/es
La convivència a l'escola té dues dimensions: una individual i una altra institucional, és a dir, que les formes en com ens relacionem en el context escolar no només estan determinades per les característiques individuals dels membres de la comunitat, sinó que aquestes relacions es veuen condicionades per les pràctiques i polítiques que s'estableixin en una institució (Ochoa i Diez-Martínez, 2012).
D'acord amb la UNESCO, educar per a la democràcia implica empoderar a les i els estudiants per participar activament en tots els àmbits de la vida social i política. És per l'anterior que considerem la participació com l'eix transversal que permet la millora de la convivència i la formació de la ciutadania activa.
Ens interessa assenyalar que la participació no pot considerar-se com a tal si les opinions emeses per les nenes, els nens i els adolescents no influeixen en les decisions preses, així com en les accions de les quals es responsabilitzen. L'anterior implica crear les condicions perquè existeixi un clima on els membres de la comunitat tenen la possibilitat d'emetre opinions, i observar que aquestes opinions són preses en compte.
Perquè la Participació Infantil sigui una realitat, s'ha de promoure el paper actiu de les nenes i els nens en un ambient de respecte i confiança.
Específicament, Ochoa va dur a terme un estudi exploratori descriptiu per indagar les idees sobre participació que tenen els nens, nenes i adolescents. Dins dels resultats rellevants es pot esmentar que la idea sobre participació que mostren els nens, nenes i adolescents és reduïda, ja que aquesta es limita a l'emissió d'una opinió, així mateix es destaca l'escola com l'àmbit de participació que majorment reconeixen.
Recentment es van fer estudis que demostren que l'impuls a la participació de les nenes, nens i adolescents millora la convivència, promou valors democràtics i enforteix el sentit de pertinença a la comunitat. L'estratègia comuna per a l'impuls de la participació que es va utilitzar en els treballs esmentats és la denominada Aprenentatge-Servei.
La metodologia de Projectes d'Aprenentatge Servei està basada en les idees de l'escola activa atès que l'acció es proposa com a condició de l'aprenentatge, i l'experiència com el mecanisme que permet als alumnes reflexionar i construir coneixements. Aquesta metodologia, a més, la visualitzem com una estratègia expansiva a causa que, si bé els objectius poden centrar-se en certs aprenentatges, una de les seves finalitats és la formació ciutadana, una formació que doti als individus de capacitats i actituds per exercir, promoure i donar suport als seus drets, però complint amb Les obligacions que aquests comporten, així com posar en pràctica valors que permetin una vida més justa amb els semblants i amb el medi ambient.

## Objectius
L'objectiu de l'Aprenentatge Servei és el d'educar la mirada, les intel·ligències múltiples i els diversos llenguatges comunicatius per descobrir, desentranyar, percebre i sentir el que esdevé en la ciutat de forma explícita i oculta. L'APS és una proposta educativa que articula processos d'aprenentatge de serveis i comunitat amb el principal objectiu de millorar l'entorn. Aquesta metodologia permet que allò que l'estudiant aprèn (Primària, Secundària i Universitat) es pugui transferir a la realitat en forma d'acció. Un dels grans mèrits és poder comprovar que el que s'estudia té una aplicació en la vida quotidiana.
L'aprenentatge servei és contribuir a l'adquisició de coneixements que millor permetin comprendre el món (Eyler & Giles, 1999), així com preparar-se per al mercat laboral, i alhora, crear capacitats de pensament crític.
És per aquest motiu que les grans aportacions de l'aprenentatge servei són:
- Innovar i millorar les experiències ja obtingudes anteriorment.
- Trencar estereotips, unint en la mateixa obstinació l'èxit escolar i el compromís social.
- Aproximació a sectors. L'APS relaciona el caràcter social de l'educació i el caràcter educatiu de les entitats socials.

## Tipologies de Serveis
Donat que les tipologies de Serveis d'Aprenentatge són molt variades i admeten moltes combinacions entre si, és més pràctic parlar de tipologies.

### Tipologies per temes
Per cobrir les necessitats socials de la realitat és millor fer una divisió temàtica o, cosa que és el mateix, una per causes: socials, culturals, mediambientals…
- Acompanyament a la formació: ensenyament de coneixements i habilitats a altres persones.
- Ajuda pròxima: suport, acompanyament o ajuda directa a persones que tenen dificultats.
- Relació intergeneracional: impuls de projectes conjunts entre generacions de joves i adults.
- Preservació del medi ambient: recuperació de zones amenaçades o deteriorades, estalvi energètic...
- Participació ciutadana: activitats interculturals, campanyes cíviques, processos participatius, mobilitzacions i reivindicacions populars...
- Conservació del patrimoni cultural: feines de conservació del patrimoni arquitectònic, rutes turístiques, activitats de difusió i sensibilització de la població respecte a la riquesa cultural.
- Solidaritat cooperació: campanyes de defensa dels drets humans, causes humanitàries, projectes de cooperació al desenvolupament, projectes d'intercanvi amb associacions, escoles o instituts de països en desenvolupament.
- Promoció de la salut: difusió d'estils de vida saludables i prevenció de riscos.
- Mitjans de comunicació: projectes de sensibilització, difusió, denuncia... de qualsevol tipus, a través de mitjans comunicatius per tal de millorar l'entorn.

### Tipologies per accions
S'ha de tenir en compte que cada tema pot ser tractat amb accions molt diferents.
- Accions indirectes: són serveis que es realitzen a l'aula o sobre el terreny, però no comporten contacte directe amb la població beneficiada.
- Accions directes: són serveis que comporten contacte directe amb els destinataris.
- Accions de consciència, difusió i intervenció cívica: són serveis orientats a sensibilitzar a la població en general sobre un problema, injustícia, conflicte, o destinades a influir en les polítiques públiques per millorar algun aspecte de la qualitat de vida.

## Competències i Aprenentatges
Mitjançant l'aprenentatge servei s'adquireixen les següents competències:

### Competències personals
Aquestes es dirigeixen a la construcció d'una personalitat autònoma i responsable, per tal de desenvolupar una concepció positiva de si mateixos. Per tant, l'APS afavoreix el compromís i la responsabilitat dels joves de la seva pròpia vida. En aquest sentit, l'aprenentatge servei afavoreix que, mitjançant la seva implicació en el projecte, els/les joves es comprometin i responsabilitzin de la seva vida i les qüestions socials que l'interpel·len.

### Competències interpersonals
Són aquelles que destaquen la dimensió social de la persona i la necessitat d'una convivència saludable i harmònica. Es tracta que els/les joves superin postures individualistes i egocèntriques, interaccionin entre els seus igual i altres persones de l'entorn, i desenvolupin el sentit d'alteritat. L'aprenentatge servei construeix un espai per al desenvolupament d'actituds prosocials.

### Competències pel pensament crític
Responen a la necessitat de comprendre el món des de la seva complexitat, valorar-lo críticament i comprometre's amb la seva millora. Capacitar als joves per a demanar informació sobre realitats concretes, buscar l'arrel dels problemes personals i social, considerar els diferents elements que estan en joc en cada cas, i contrastar les diferents perspectives possibles, per a finalment estar en disposició d'emetre judicis i actuar críticament al respecte.

### Competències per la realització de projectes
Treballar actituds i comportaments dirigits a la presa de decisions i resolució de problemes amb iniciativa, creativitat i de manera emprenedora. Genera múltiples i diverses habilitats relatives al treball d'equip i competència transversal necessària en diferents àmbits de la vida.

### Competències per la ciutadania i transformació social
Pretén formar ciutadans actius, respectuosos i solidaris, que es converteixin en els verdaders autors del canvi i millora del seu entorn. Tot això suposa conèixer els drets i assumir els deures per estar en disposició de poder exercir una ciutadania responsable i participativa. També prendre consciència de les principals problemàtiques i reptes socials, la necessitat del canvi i les accions polítiques generades en aquesta direcció.

### Competències vocacionals i professionals
El seu desenvolupament suposa l'exploració de les diferents opcions del mercat laboral, la revisió dels propis interessos i aptituds per al desenvolupament d'una professió, i la formació per a realitzar una tasca o exercir un lloc de treball de manera eficaç. L'aprenentatge servei apropa als alumnes a situacions reals i els permet posar en pràctica habilitats professionals concretes a través de l'acció de servei.

## Guia Metodològica
L’aprenentatge servei conté elements pedagògics i una proposta metodològica que permet l’adquisició de valors, competències, habilitats i continguts relacionats amb el serviment que es porta a terme.
Si les activitats que executarà el grup d’aprenentatge en una entitat col·laboradora segueixen una línia acadèmica, tindran relació amb el currículum de l'ensenyament que estan cursant els membres.
Segons Josep M. Puig, el recorregut metodològic de les activitats d’aprenentatge servei, es desenvolupa a partir de set fases:
1. Per on començar? Identificar un concepte que interessi al grup i que pugui evolucionar cap a una activitat d’aprenentatge-servei. Un cop establida la primera idea, l'educador/a ha de plantejar les activitats que realitzarà el grup, l'espai on es portarà a terme i clarificar el suport institucional i les col·laboracions amb les quals pretén comptar (educadors, famílies, professionals...).
2. Esbossar el projecte: analitzar els principals elements que intervindran en l’activitat, com són les característiques del grup, les tasques del servei i els aprenentatges que s'hauran d’adquirir. Aquesta fase és important per desenvolupar una experiència positiva i motivadora, amb una influència beneficiosa en la comunitat. Si el servei-aprenentatge s'ha iniciat amb continguts acadèmics, és necessari que el servei real estigui vinculat amb el currículum.
3. Establir relacions: establir acords de col·laboració entre l'entitat social o participant que oferirà un servei i la institució educativa. Es contactarà amb l'entitat, s'explicarà la demanda que s'ofereix i per tant, s'escoltarà l’oferta de servei que et puguin brindar. Si l'entitat i el centre educatiu veuen possibilitats reals de col·laboració, es formularà un acord.
4. Planificació de grup: aconseguir que el grup assumeixi el servei com una pròpia activitat d’aprenentatge i s'impliqui en l’organització i la gestió d’aquest. Es concretaran les tasques dels membres i els aprenentatges que s'hauran d’assolir. A més de les responsabilitats, les necessitats organitzatives i el temps que el grup requereixi. La planificació es distribuirà en etapes útils per l’avaluació.
5. Execució amb el grup: realitzar, de forma flexible, la planificació que s'ha concretat anteriorment introduint les modificacions que siguin necessàries. A causa de la diversitat d’activitats que es poden portar a terme en el servei, és difícil estipular les característiques que han de tindre; no obstant això, totes elles han de tenir en compte: L'equilibri i la vinculació entre els aprenentatges i les activitats del servei, les relacions personals i institucionals entre les entitats col·laboradores, i els espais de reflexió durant les activitats que permetin modificar la planificació amb relació a la realitat.
6. Avaluació amb el grup: fer un balanç de l’impacte individual i grupal que ha tingut l'experiència. Tenint en compte que la urgència del dia a dia no permet l’avaluació sistemàtica, és de gran importància que quan hagi conclòs l’activitat, l'educador ajudin al grup a valorar el servei que s'ha portat a terme, com el funcionament, l'adequació dels materials, infraestructures, etc.
7. Avaluació amb l'equip educatiu: l'última fase la porta a terme els educadors que han gestionat l’activitat. Per tal de fer una valoració de l'experiència a nivell proposta educativa, han de tenir en compte diferents aspectes com són els aprenentatges adquirits, la qualitat del servei i la satisfacció tant del grup com de l'entitat col·laboradora. Així mateix, com la mateixa funció de l'educador responsable, és a dir, si s'ha ofert les ajudes necessàries, si hi ha hagut aspectes que el grup no ha pogut cobrir per falta de coneixements, si el treball ha sigut dinàmic, etc.